# Episteme angularis
Episteme angularis är en fjärilsart som beskrevs av Embrik Strand 1912. Episteme angularis ingår i släktet Episteme och familjen nattflyn. Inga underarter finns listade i Catalogue of Life.